# Crematogaster ashmeadi
Crematogaster ashmeadi  (лат.) — древесный вид муравьёв рода Crematogaster из подсемейства Myrmicinae, широко распространённый на юго-востоке США. Их муравейники располагаются исключительно над землёй в мёртвой древесине и в живых ветвях, рабочие особи фуражируют в древесном ярусе, в том числе на лианах. Мелкие муравьи (около 3 мм) чёрно-бурого цвета. Из 11 видов рода Crematogaster этого региона это один из наиболее обильных и доминантных муравьёв в сосновых лесах прибрежных плантаций северной части Флориды. Семьи моногинные (в одной колонии содержится только одна матка). За способность поднимать брюшко вертикально и удерживать его над остальным телом он получил название «Acrobat ant» (муравей-акробат). Стебелёк двухчлениковый, прикрепляется к верхней поверхности первого тергита брюшка сердцевидной формы. Хищники; также собирают падаль и падь тлей и других насекомых, сосущих соки растений.